# Georgia on My Mind
Georgia on My Mind är en sång från 1930 skriven av Hoagy Carmichael (musik) och Stuart Gorrell (text). Ray Charles nådde förstaplatsen på Billboard-listan med en inspelning av låten 1960. Den är delstatssång för USA-delstaten Georgia sedan 1979.